# Ratón ob/ob

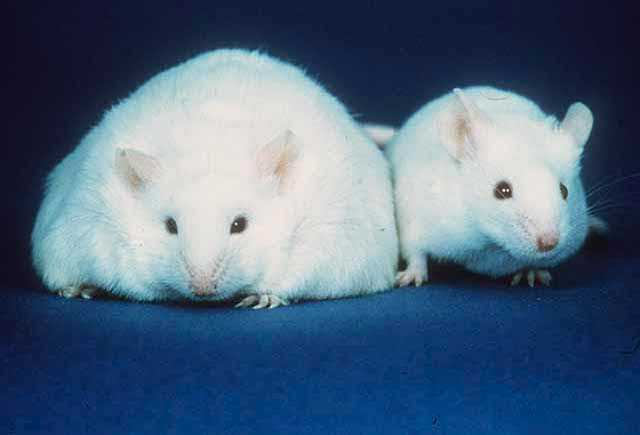

El ratón ob/ob, también conocido como ratón Lepob, es un roedor genéticamente mutado en el que un cambio fortuito en su genética causa que no se produzca la hormona leptina (del griego 'leptos', delgado), que es producida en su mayoría por los células grasas, aunque también se expresa en el hipotálamo, los ovarios y la placenta. La mutación es recesiva autosómica y se encuentra en el cromosoma 6.
El ratón ob/ob es extremadamente obeso y tiene muchos de los defectos metabólicos que incluyen hiperfagia, hipometabolismo, hiperinsulinemia, hiperglucemia, intolerancia a la glucosa y conteo elevado de corticosteroides en sangre. Además de ser infertiles debido a hipogonadismo hipogonadotrópico. Su peso puede ser tres veces el normal de un ratón sin la mutación, unos 90 gramos.

## Importancia biomédica
En este tipo de ratones ob/ob, se llevan a cabo estudios importantes, como por ejemplo de infertilidad inducida por leptina, de neuropatía diabética y fibrosis (por elevación de leptina), entre otros.